# Saint-Loup (Rhône)
Saint-Loup is een plaats en voormalige gemeente in het Franse departement Rhône in de regio Auvergne-Rhône-Alpes en telt 864 inwoners (1999). De plaats maakt deel uit van het arrondissement Villefranche-sur-Saône.

## Geschiedenis
Saint-Loup is op 1 januari 2019 gefuseerd met de gemeenten Dareizé, Les Olmes en Pontcharra-sur-Turdine tot de commune nouvelle Vindry-sur-Turdine. 

## Geografie
De oppervlakte van Saint-Loup bedraagt 9,6 km², de bevolkingsdichtheid is 90,0 inwoners per km².
De onderstaande kaart toont de ligging van Saint-Loup (Rhône) met de belangrijkste infrastructuur en aangrenzende gemeenten.

## Demografie
Onderstaande figuur toont het verloop van het inwonertal (bron: INSEE-tellingen).
Dareizé · Les Olmes · Pontcharra-sur-Turdine · Saint-Loup